# King Richard: Huyền thoại nhà Williams
King Richard: Huyền thoại nhà Williams là bộ phim tiểu sử chính kịch Mỹ ra mắt năm 2021 được đạo diễn bởi Reinaldo Marcus Green với phần kịch bản do Zach Baylin đảm nhiệm, dựa trên cuộc đời của Richard Williams, người cha kiêm huấn luyện viên của hai vận động viên quần vợt nổi tiếng là Venus Williams và Serena Williams. Phim có sự tham gia diễn xuất của Will Smith, Aunjanue Ellis, Saniyya Sidney, Demi Singleton, Tony Goldwyn, Jon Bernthal và Dylan McDermott.
Phim được công chiếu lần đầu tại Liên hoan phim Telluride lần thứ 48 vào ngày 2 tháng 9, 2021 và tiếp theo là phát hành tại các cụm rạp vào ngày 19 tháng 11, 2021 bởi Warner Bros. Pictures trong vòng một tháng song song đó phim cũng sẽ được phát hành trên nền tảng chiếu phim trực tuyến HBO Max.

## Nội dung
Dựa trên câu chuyên có thật sẽ truyền cảm hứng cho thế giới, King Richard kể về cuộc hành trình của Richard Williams, một người cha kiên cường đã có công tạo ra hai trong số những vận động viên tài năng xuất chúng nhất trong mọi thời đại, người sẽ thay đổi bộ môn quần vợt mãi mãi. Được thúc đẩy bởi tầm nhìn rõ ràng về tương lai của họ và sử dụng các phương pháp độc đáo, Richard đã có một kế hoạch để đưa  Venus Williams và Serena Williams từ những con đường ở Compton, California đến toàn cầu như những biểu tượng huyền thoại.— Warner Bros. Pictures

## Diễn viên
- Will Smith thủ vai Richard Williams
- Aunjanue Ellis thủ vai Oracene Price
- Saniyya Sidney thủ vai Venus Williams
- Demi Singleton thủ vai Serena Williams
- Tony Goldwyn thủ vai Paul Cohen
- Jon Bernthal thủ vai Rick Macci
- Dylan McDermott thủ vai Will Hodges
- Andy Bean thủ vai Laird Stabler
- Kevin Dunn
- Craig Tate
- Susie Abromeit thủ vai Robin Finn
- Katrina Begin thủ vai Anne Worcester
- Judith Chapman thủ vai Nancy Reagan
- Noah Bean thủ vai Steven
- Erin Cummings thủ vai Nhân viên xã hội
- Vaughn W. Hebron thủ vai Monsta[2]

## Sản xuất
Dự án phim được thông báo chính thức từ tháng 3, 2019 với sự tham gia diễn xuất của Will Smith trong vai nhân vật chính là Richard Williams. Cùng thời điểm đó, Warner Bros. cũng thành công sở hữu bản quyền của phim và Reinaldo Marcus Green được bổ nhiệm vị trí đạo diễn phim vào tháng 6 cùng năm.
Tháng 1 năm 2020, Demi Singleton và Saniyya Sidney lần lượt thông báo tham gia phim trong hai vai diễn lần luợt là Serena Williams và Venus Williams, bên cạnh đó là nữ diễn viên Aunjanue Ellis cũng góp mặt trong vai diễn Brandi Williams - mẹ của Serena và Venus, Jon Bernthal cũng đàm phán thành công với vai Rick Macci. Vào tháng 2, 2020,  Liev Schreiber và Susie Abromeit cũng lần lượt tham gia vào dự án phim. Tháng 3, 2020, Dylan McDermott, Katrina Begin và Judith Chapman được xác nhận góp mặt trong bộ phim này. Và ca khúc chính "Be Alive" của phim sẽ được trình bày bởi nữ ca sĩ Beyoncé.
Quá trình quay phim chính được bắt đầu vào tháng 1, 2020 tại  Los Angeles. Theo California Film Commission, việc sản xuất đã tiêu tốn 35.6 triệu Đô la Mỹ với 7.5 triệu Đô la Mỹ được chi trả cho các khoản thuế. Vào tháng 10 năm 2020, Tony Goldwyn trở thành cái tên tiếp theo xuất hiện trong dàn diễn viên của phim thay thế cho nam diễn viên Schreiber vì lịch trình bận rộn do ảnh hưởng của Đại dịch COVID-19, trước khi bộ phim tiếp tục quay vào cuối tháng.

## Phát hành
Phim được công chiếu lần đầu tại Liên hoan phim Telluride vào ngày 2 tháng 9, 2021, và được phát hành song song tại các rạp chiếu và nền tảng HBO Max vào ngày 19 tháng 11, 2021. Ban đầu, phim đã được ấn định sẽ ra mắt vào ngày 25 tháng 11, 2020, nhưng do ảnh hưởng từ Đại dịch COVID-19 nên đã trì hoãn.

## Tiếp nhận
King Richard nhận về rất nhiều phản hồi tích cực. Trên trang tổng hợp đánh giá phim Rotten Tomatoes, phim đã nhận được 92% Cà chua tươi đến từ 12 nhà phê bình với những đánh giá tích cực tương đương với 7.20/10. Trên Metacritic, phim tiếp tục nhận về một con số đầy lạc quan đó là 76 trên 100 dựa trên 6 nhà phê bình, cho thấy đây là các "bài đánh giá chung tích cực".